# Matthew Broome
Matthew James Broome (* 24. Februar 2001 in Bedford, England) ist ein britischer Schauspieler.

## Leben und Karriere
Broome studierte an der Guildhall School of Music & Drama und stand in mehreren Produktionen auf der Bühne. Dazu zählen u. a. Auftritte in Shakespeares The Comedy of Errors sowie in Scandaltown am Lyric Hammersmith. Seit 2023 spielt Broome in der Serie The Buccaneers eine Hauptrolle. Unter anderem ist er in dem 2025 veröffentlichten Film Culpa Mía – Meine Schuld: London zu sehen.

## Filmografie
- seit 2023: The Buccaneers (Fernsehserie)
- 2025: Culpa Mía – Meine Schuld: London (Film)

## Theater
- 2022: Scandaltown
- 2023: The Comedy of Errors
- 2023: Twelfth Night